# 吴相君
吴相君（1975年3月—），河北衡水人，汉族，九三学社社员，英国赫尔大学工商管理专业毕业。中华人民共和国政治人物、第十三届全国人民代表大会河北地区代表。现任石家庄市人大常委会副主任，河北省工商业联合会兼职副主席，石家庄市工商业联合会（总商会）主席（会长），以岭药业董事长兼总经理。他是以岭药业创始人吴以岭的儿子。

## 生平
2018年2月24日，当选为第十三届全国人大代表。
2020年1月17日，当选石家庄市第十四届人民代表大会常务委员会副主任。
2023年2月27日，经以岭药业第八届董事会第一次会议决议，吴相君担任以岭药业董事长一职。